# Paul Althaus (teológus, 1861–1925)
Adolf Paul Johannes Althaus (idősebb Paul Althaus) (Fallersleben, ma Wolfsburg városrésze, 1861. november 29. – Lipcse, 1925. április 9.) német evangélikus teológus, egyetemi tanár.

## Élete
Erlangenben és Göttingenben hallgatott teológiát. Göttingenben az 1881–1882-es téli félévben csatlakozott a Georgia-Augusta kórushoz (ma: Studentische Musikvereinigung Blaue Sänger in Göttingen]). 1887 és 1897-ben Obershagenben volt lelkész. 1896-ban kapott teológiai doktori kinevezést a greifswaldi egyetemen, tanára Hermann Cremer volt. 1897-ben docens, 1899-ban a gyakorlati és a szisztematikus teológia rendes tanára lett Göttingenben.
1912-ben Lipcsébe költözött, ahol a szisztematikus teológia és az Újszövetség rendes professzora lett. 1914 és 1915, valamint 1919 és 1920 közt a Lipcsei Egyetem teológiai karának dékánja volt. Egyik fia a híres teológus, Ifjabb Paul Althaus (1888-1966) volt.

## Válogatott munkái
- Die historische und dogmatische Grundlage der lutherischen Taufliturgie. Feesche, Hannover, 1893
- Dogmatische Begründung der Neutest. Aussagen über die Taufe. Bertelsmann, Gütersloh, 1896
- Die Heilsbedeutung der Taufe im Neuen Testament. Bertelsmann, Gütersloh, 1897
- Frömmigkeit und Sittlichkeit nach evangelischer Auffassung. Dieterich, Göttingen, 1906
- Luther als der Vater des evangelischen Kirchenliedes. Deichert, Lipcse, 1917
- Forschungen zur evangelischen Gebetsliteratur. Bertelsmann, Gütersloh, 1927

## Fordítás
- Ez a szócikk részben vagy egészben  a   Paul Althaus der Ältere című német Wikipédia-szócikk ezen változatának fordításán alapul.  Az eredeti cikk szerkesztőit annak laptörténete sorolja fel. Ez a jelzés csupán a megfogalmazás eredetét és a szerzői jogokat jelzi, nem szolgál a cikkben szereplő információk forrásmegjelöléseként.